# San Francisco de Coray
San Francisco de Coray é uma cidade hondurenha do departamento de Valle.